# Antonio Trillanes

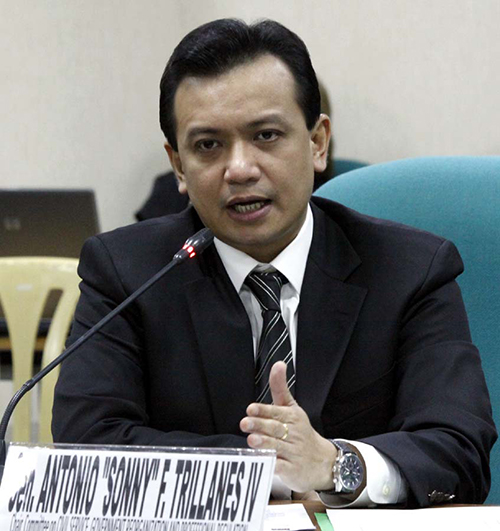
Antonio Trillanes

Antonio Fuentes Trillanes IV (nascido em 6 de agosto de 1971) é um oficial aposentado da marinha filipina que também foi senador das Filipinas de 2007 a 2019. Ele é conhecido por seu envolvimento no motim de Oakwood de 2003 e no cerco ao Hotel Manila Peninsula em 2007 em protesto contra o governo Arroyo e por ser um grande crítico do governo Duterte.
Ele já concorreu como candidato a vice-presidente nas eleições presidenciais filipinas de 2016. Após seu mandato como senador, tornou-se professor em tempo integral, lecionando políticas públicas na UP National College of Public Administration and Governance da University of the Philippines Diliman e na Ateneo de Manila University.

## Cerco ao Hotel Manila Peninsula
Em 29 de novembro de 2007, Trillanes, o brigadeiro-general Danilo Lim e outros 25 acusados em relação ao motim de Oakwood, saíram de seu julgamento e marcharam em Makati em direção ao Hotel Manila Peninsula. Eles tomaram o controle do hotel, que fica a poucos quarteirões do local de seu motim anterior. Lá, pediram a destituição de Glória Arroyo. A eles se juntou o ex-vice-presidente Teofisto Guingona Jr., que pediu uma "nova EDSA".
A tentativa de golpe havia terminado por volta das 17h10, no entanto, quando soldados do governo invadiram o hotel. Trillanes e Lim se renderam, argumentando que o fizeram "para evitar a perda de vidas". O cerco durou seis horas.
Trillanes e seus comparsas foram presos pela Polícia Nacional das Filipinas e enviados para Campo Bagong Diwa. Entre os presos estavam jornalistas de diversas redes. O secretário de Defesa, Gilberto Teodoro, defendeu as prisões dos jornalistas, alegando que os policiais "não conheciam os jornalistas e podem tê-los confundido com soldados renegados". Os jornalistas foram liberados logo depois.